# Selci
Selci es una localidad italiana de la provincia de Rieti, región de Lacio, con 1.093 habitantes.

## Evolución demográfica
| Gráfica de evolución demográfica de Selci entre 1861 y 2001 |
|                                                             |
| Fuente ISTAT - Elaboración gráfica por parte de Wikipedia   |